# كويابا
كويابا عاصمة ولاية ماتو غروسو وعدد سكانها في 2006 ال542,861 وتأسست المدينة في 1719.

## المناخ
يظهر الجدول التالي التغييرات المناخية على مدار السنة لكويابا:
| البيانات المناخية لـكويابا           | البيانات المناخية لـكويابا | البيانات المناخية لـكويابا | البيانات المناخية لـكويابا | البيانات المناخية لـكويابا | البيانات المناخية لـكويابا | البيانات المناخية لـكويابا | البيانات المناخية لـكويابا | البيانات المناخية لـكويابا | البيانات المناخية لـكويابا | البيانات المناخية لـكويابا | البيانات المناخية لـكويابا | البيانات المناخية لـكويابا | البيانات المناخية لـكويابا |
| الشهر                                | يناير                      | فبراير                     | مارس                       | أبريل                      | مايو                       | يونيو                      | يوليو                      | أغسطس                      | سبتمبر                     | أكتوبر                     | نوفمبر                     | ديسمبر                     | المعدل السنوي              |
| ------------------------------------ | -------------------------- | -------------------------- | -------------------------- | -------------------------- | -------------------------- | -------------------------- | -------------------------- | -------------------------- | -------------------------- | -------------------------- | -------------------------- | -------------------------- | -------------------------- |
| الدرجة القصوى °م (°ف)                | 38.2 (100.8)               | 37.4 (99.3)                | 37.6 (99.7)                | 38.1 (100.6)               | 36.4 (97.5)                | 37.0 (98.6)                | 38.4 (101.1)               | 40.4 (104.7)               | 42.3 (108.1)               | 40.7 (105.3)               | 40.0 (104.0)               | 38.6 (101.5)               | 42.3 (108.1)               |
| متوسط درجة الحرارة الكبرى °م (°ف)    | 32.6 (90.7)                | 32.8 (91.0)                | 32.9 (91.2)                | 33.0 (91.4)                | 31.4 (88.5)                | 31.3 (88.3)                | 32.0 (89.6)                | 34.1 (93.4)                | 34.3 (93.7)                | 34.3 (93.7)                | 33.6 (92.5)                | 32.9 (91.2)                | 33.0 (91.4)                |
| المتوسط اليومي °م (°ف)               | 27.0 (80.6)                | 26.9 (80.4)                | 26.8 (80.2)                | 26.6 (79.9)                | 24.7 (76.5)                | 23.5 (74.3)                | 23.4 (74.1)                | 25.3 (77.5)                | 26.8 (80.2)                | 27.9 (82.2)                | 27.5 (81.5)                | 27.2 (81.0)                | 26.1 (79.0)                |
| متوسط درجة الحرارة الصغرى °م (°ف)    | 23.6 (74.5)                | 23.4 (74.1)                | 23.3 (73.9)                | 22.7 (72.9)                | 20.1 (68.2)                | 18.0 (64.4)                | 17.1 (62.8)                | 18.6 (65.5)                | 21.1 (70.0)                | 23.2 (73.8)                | 23.4 (74.1)                | 23.5 (74.3)                | 21.5 (70.7)                |
| أدنى درجة حرارة °م (°ف)              | 20.5 (68.9)                | 19.2 (66.6)                | 15.4 (59.7)                | 13.8 (56.8)                | 9.1 (48.4)                 | 7.4 (45.3)                 | 4.8 (40.6)                 | 7.6 (45.7)                 | 10.5 (50.9)                | 13.3 (55.9)                | 14.7 (58.5)                | 16.2 (61.2)                | 4.8 (40.6)                 |
| الهطول مم (إنش)                      | 247.5 (9.74)               | 220.4 (8.68)               | 217.5 (8.56)               | 117.8 (4.64)               | 50.4 (1.98)                | 19.4 (0.76)                | 16.0 (0.63)                | 22.1 (0.87)                | 51.3 (2.02)                | 114.0 (4.49)               | 172.9 (6.81)               | 205.2 (8.08)               | 1٬454٫5 (57.26)            |
| متوسط أيام هطول الأمطار (≥ 1.0 mm)   | 17                         | 14                         | 15                         | 10                         | 4                          | 1                          | 1                          | 2                          | 4                          | 8                          | 11                         | 15                         | 102                        |
| متوسط الرطوبة النسبية (%)            | 81.7                       | 82.4                       | 82.7                       | 80.0                       | 78.1                       | 73.8                       | 68.5                       | 61.3                       | 63.7                       | 70.3                       | 75.7                       | 78.1                       | 74.7                       |
| ساعات سطوع الشمس الشهرية             | 155.6                      | 149.6                      | 179.5                      | 209.0                      | 216.7                      | 200.7                      | 241.8                      | 226.7                      | 163.4                      | 188.4                      | 181.9                      | 157.6                      | 2٬270٫9                    |
| المصدر: المعهد الوطني للأرصاد الجوية |                            |                            |                            |                            |                            |                            |                            |                            |                            |                            |                            |                            |                            |

## أعلام
- إدفاردو هرموزا
- بيتو
- غيلسون دي كارفاليو سواريس
- يوريكو غاسبار دوترا
- ماركوس أوريليو
- خوسيه دي ميسكيتا